# Ulf Söderblom
Ulf Arne Söderblom (* 5. Februar 1930 in Turku; † 4. Februar 2016 in Helsinki) war ein finnischer Dirigent.
Söderblom studierte von 1950 bis 1953 zunächst an der Åbo Akademi in seiner Heimatstadt. Mit seinem Dirigierstudium von 1954 bis 1956 an der Wiener Musikakademie bei Hans Swarowsky erreichte er sein Kapellmeisterdiplom. Danach war sein Wirken eng verknüpft mit der Finnischen Nationaloper, als Dirigent von 1957 bis 1973, dabei von 1970 bis 1973 als Künstlerischer Leiter, danach bis 1993 als Chefdirigent. Seit 1967 dirigierte er auch beim Opernfestival von Savonlinna.  Von 1965 bis 1968 leitete er die Dirigierklasse an der Sibelius-Akademie. Außerdem war er Künstlerischer Leiter des Helsinki Philharmonic Orchestra von 1978 bis 1979 und der Sinfonia Lahti von 1984 bis 1987.
Durch seine Tätigkeit an der finnischen Nationaloper hat Söderblom zahlreiche zeitgenössische finnische Opern uraufgeführt, darunter solche von Sallinen, Kokkonen, Heininen und Bergman.
Söderblom hat zahlreiche Tonaufnahmen eingespielt; vier davon wurden als Schallplatte des Jahres in Finnland ausgezeichnet. 1973 erhielt er den Orden Pro Finlandia, 1977 den finnischen Staatspreis in Musik, 1988 den Madetoja-Preis und im Jahr 2001 den Erik-Bergman-Preis.